# Amleto Barbieri
Amleto Barbieri (Mezzana, 4 dicembre 1883 – New York, 1957) è stato un baritono italiano.
Il baritono Amleto Barbieri, figlio del baritono Emilio Barbieri, studiò musica e canto presso la Scuola di Lelio Casini a Milano.
In seguito divenne un ottimo cantante. I grandi teatri italiani lo videro calcare i propri palcoscenici. Debuttò al Teatro Politeama (Pisa) nel 1905 come Renato nel Ballo in Maschera di Verdi, nel 1915 sarà nuovamente al Politeama in Aida e Il Trovatore (entrambi con Celestina Boninsegna).
Nel 1914, presso La Scala di Milano, interpretò Rinuccio nell'opera di Franco Alfano L'Ombra di Don Giovanni, in prima mondiale, con Tina Poli-Randaccio, diretto dal M° Tullio Serafin (prima esecuzione 2 aprile 1914).
Si esibì anche in Spagna e in Austria. Dopo la prima guerra mondiale, Barbieri emigrò negli Stati Uniti e cantò in piccole compagnie newyorkesi: le esibizione più rappresentative sono state quella di Iago nell'Otello di Paoli e quella di Amonasro insieme ad Iva Pacetti come Aida presso la Brooklyn Academy of Music nel 1922. Nel 1923 prese parte ad un concerto presso il Teatro della Royal Arcadum di New York e nel 1925 al Carnegie Hall nella vesta insolita di pianista accompagnatore di un concerto.
Nel 1924 morì a Milano la madre di Barbieri, il soprano Elvira Angeli, che compì una discreta carriera dal 1870 al 1900.
Da alcune lettere si apprende che egli conobbe molto bene Titta Ruffo, suo celebre concittadino, ed ebbe numerosi allievi negli Stati Uniti.
Il suo ampio repertorio comprendeva ruoli del repertorio wagneriano da Alberico (Götterdämmerung), romantico, fino al personaggio pucciniano di Jack Rance (La Fanciulla del West).

## Incisioni
Cilindri Edison
- 44778 (o 44924) - Wagner - Tannhäuser Lied an den Abendstern (Wolfram) "Là splendi tu, bell'astro incantatore" - 1912.

NB: (Il cilindro nº44781 vede come interprete il soprano Lina Barbieri, nell'Andrea Chenier La mamma morta, probabile parente del baritono)